# 帕特南鎮區 (密歇根州)
帕特南鎮區（英語：Putnam Township）是位於美國密歇根州利文斯頓縣的一個行政鎮區。

## 地方資料
帕特南鎮區的面積為92.20平方千米，當中陸地面積為88.30平方千米，而水域面積為3.90平方千米。根據2020年美國人口普查的數據，當地共有人口7890人，而人口密度為每平方千米85.57人。